# Aggressive (singolo)
Aggressive è un singolo del gruppo musicale statunitense Beartooth, il primo estratto dal loro secondo album in studio Aggressive, pubblicato il 22 aprile 2016.

## Video musicale
Il video ufficiale del brano, pubblicato il 22 aprile 2016, è stato diretto e scritto da Drew Russ e prodotto da Bruno Breil.

## Tracce
Testi e musiche di Caleb Shomo.
1. Aggressive – 4:08

## Formazione
- Caleb Shomo – voce, chitarra elettrica, basso, batteria

## Classifiche
| Classifica (2016)             | Posizione massima |
| ----------------------------- | ----------------- |
| Stati Uniti (mainstream rock) | 35                |